# Alexis Dupont

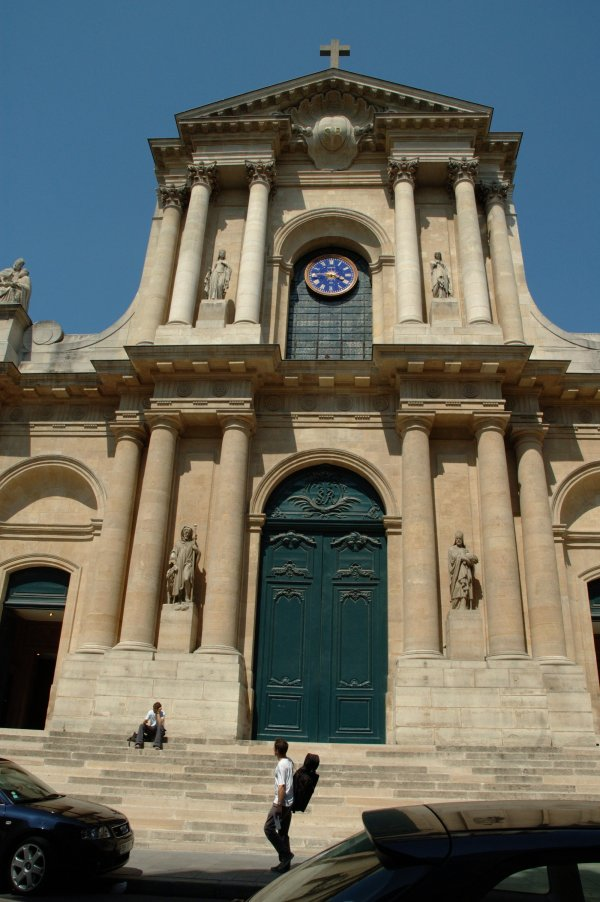
Església de Sant Roc on Dupont en fou agregat de la capella

Alexis Dupont (1796 - 1874) fou un notable tenor francès del segle xix.
Estudià al Conservatori, entrant el 1818 en el teatre de l'Òpera en qualitat de primer tenor suplent. El 1821 passà, com a primer tenor absolut, a l'Òpera Còmica, i dos anys més tard, emprengué una gira artística per Itàlia. El 1826 tornà de nou a l'Òpera, cantant l'Ifigenia in Tauride (Traetta), i va romandre quinze anys en aquell teatre.
Vers el 1840 abandonà l'escena per a dedicar-se exclusivament a la música d'església i de concert. Fou agregat a la capella de l'església de Sant Roc, on i va romandre fins al 1856, fent les delícies dels amants de la bona música. Dupont posseïa una veu d'una suavitat exquisida, plena d'encant, i que manejava amb un gust extremat, però que mancava del volum de l'extensió precisa en un gran teatre.